# 阿法爾州-索馬利亞州衝突
阿法爾州-索馬利亞州衝突為2020年底至今衣索比亞的阿法爾州與索馬利亞州間的武裝衝突。2014年衣索比亞人民革命民主陣線領導的聯邦政府重劃兩州的邊界，將原屬索馬利亞州的Gadamaytu、Undafo'o與Adaytu等三個村落劃歸阿法爾州，此後後者一直試圖將三個村落奪回。2019年5月索馬利亞州宣布撤回將三個村落劃歸阿法爾州的協定，使局勢更加緊張。
2020年10月雙方爆發邊境衝突，造成27人死亡；2021年4月的衝突造成超過百名牧民被殺。聯邦政府試圖調停雙方未果。
2021年7月24日雙方又在居民以索馬利亞人為主的村落Gadamaytu（又稱Garbaiisa，具領土爭議的三個村落之一）開戰，導致超過300人死亡，索馬利亞州政府指阿法爾州的民兵在此屠殺居民，隨後索馬利亞州居民展開大規模示威抗議，強勢封閉了該州的聯外道路，並破壞衣索比亞通往鄰國吉布地的亞吉鐵路（衣索比亞95%的海洋貿易仰賴吉布地的港口）。

## 延伸閱讀
- ETHIOPIA: Afar-Issa land dispute Flash Update As of 27 January 2021 （页面存档备份，存于）